# Sylvie Ntsame
Sylvie Ntsame est une romancière gabonaise.
Secrétaire de direction, fonctionnaire à la Primature, réélue en septembre 2009 à la tête de l’Union Des Écrivains Gabonais, elle a ouvert en janvier 2010 sa propre maison d’éditions : Les Editions NTSAME. Son ambition à travers cette action est de rendre plus accessible au public de son pays, les livres d’auteurs nationaux. 
Lors du salon du livre des Éditions NTSAME, initié le 24 mars 2010, on pouvait compter à l’actif de la nouvelle maison d’éditions, une dizaine de titres publiés (romans, poésies, théâtre, nouvelles).
Sylvie Ntsame est mère de quatre enfants, vit à Libreville. Elle a créé une association à but non lucratif, qui vient en aide à l’enfance démunie.
En 2017,elle est à la tête de l’alliance des éditeurs d’Afrique centrale.

## Œuvres
- La fille du komo conte l’histoire d’amour entre une étudiante gabonaise et un français. Le couple apprend à vivre la différence à s’accepter et faire accepter leur amour aux personnes réticentes autour de lui.
- Malédiction : raconte l’histoire de Joël, un jeune homme diplômé, qui se voit imposer par son père, une tradition séculaire : accepter une épouse choisie pour lui par ses parents.
- Mon amante, la femme de mon père : relate l’histoire d’amour entre un jeune homme et l’épouse de son père, au vu et su de tout un village. Le couple nouveau pousse l’affront jusqu’à faire des enfants.
- femme libérée, battue (2010)
- le soir autour du feu (2010)